# Hugh de Plessis
Hugh de Plessis (* zwischen 1234 und 1242; † 1292) war ein englischer Adliger.

## Leben
Hugh de Plessis war der älteste Sohn von John de Plessis und von dessen ersten Frau Christina, der Tochter und Erbin von Hugh of Sandford, einem Grundbesitzer aus Berkshire. Sein Vater war ein vermutlich aus Frankreich stammender Ritter des königlichen Haushalts, der von König Heinrich III. zum Vormund seiner Mutter ernannt wurde und diese 1234 geheiratet hatte. Nach dem Tod seiner Mutter vor 1242 hatte sein Vater Margaret de Beaumont, Countess of Warwick geheiratet, womit er den Titel Earl of Warwick beanspruchen konnte. Sein Vater hatte entgegen dem gültigen Erbrecht mit den Angehörigen von Margaret de Beaumont vereinbart, dass er beim vorzeitigen Tod seiner Frau die Baronie Hook Norton in Oxfordshire, die Margaret de Beaumont von ihrer Mutter geerbt hatte, auf Lebenszeit behalten könne. Als die Margaret de Beaumont 1253 starb, erreichte John de Plessis mit Unterstützung des Königs, dass er Hook Norton als erbliches Lehen erhielt.
Nach dem Tod seines Vaters 1263 erbte Hugh de Plessis deshalb Hook Norton. Zum Seelenheil seines verstorbenen Vaters stiftete er Land zugunsten Osney Abbey. Während des Zweiten Kriegs der Barone stand er wie sein Vater auf der Seite von König Heinrich III. Während des Krieges versuchte er, Bradenham Manor in Buckinghamshire zu besetzen, das bereits sein Vater als Teil der Besitzungen seiner Frau von Thomas de Ferrers beansprucht hatte.
Plessis heiratete Isabel Biset († 1280), die jüngste Tochter von John Biset und Alice Basset, einer Tochter von Thomas Basset. Seine Frau war Miterbin von Headington in Oxfordshire. Plessis erwarb von den anderen Miterbinnen deren Erbanteile und wurde so alleiniger Herr des Gutes von Headington. Nach dem Tod seiner Frau verkaufte er Headington an König Eduard I. und erwarb im Gegenzug das Gut von Compton.
Sein Erbe wurde sein gleichnamiger Sohn Hugh († 1301), nach dessen Tod folgte ein weiterer Hugh de Plessis, der 1337 kinderlos starb. 